# Касымов, Досбол Максутович
Досбол Максутович Касымов (каз. Досбол Мақсұтұлы Қасымов; 11 октября 1960 года, Щучинск) — казахстанский художник.

## Биография
Родился 11 октября 1960 года в Щучинске Акмолинской области. В 1986 году окончил Алматинский театрально-художественный институт.
Заслуженный деятель искусств РК. Указом Президента РК награждён медалью «20 лет Независимости».
Принимал участие в создании дизайна национальной валюты РК, автор юбилейного комплекта золотых и серебряных монет, посвященных 150-летию великого Абая, автор серии портретов «Выдающиеся личности Казахстана». Его работы находятся в Казахстане, России, Англии, Австралии, Южной Корее.
Работает в жанре станковой живописи. Обладает особой, тонкой восприимчивостью к очарованию зримого образа, передаёт идеи гармонии человека и природы реалистически, в узнаваемых формах окружающего нас мира. Образная метафорика реализма лежит в плоскости предметно-зрительной, материальной, она не может быть идеально неосязаемой, но ей доступна символичность.

## Произведения

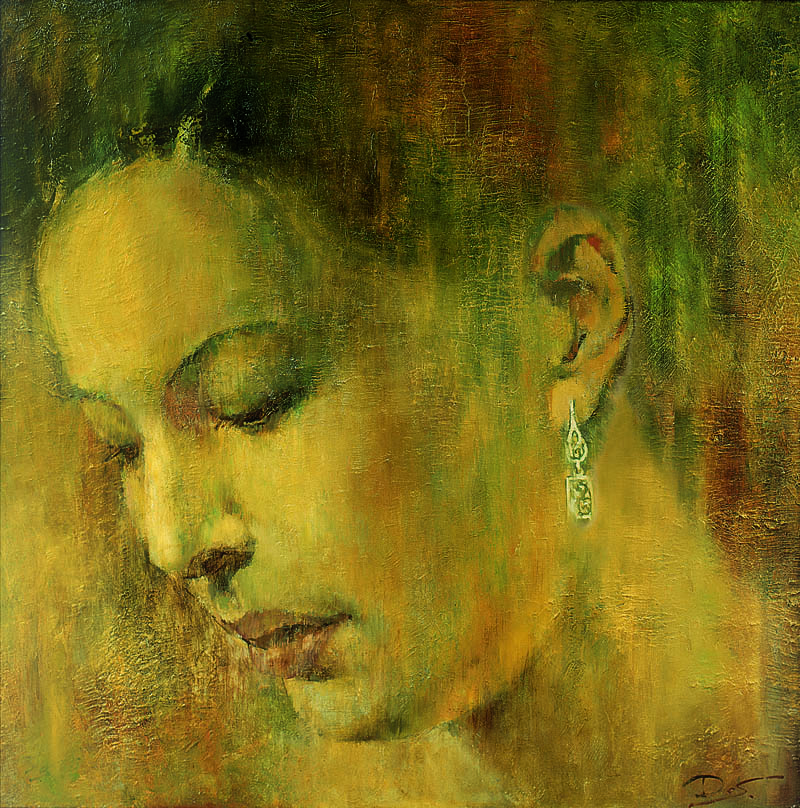
«Прикосновение», х.,м., 2001
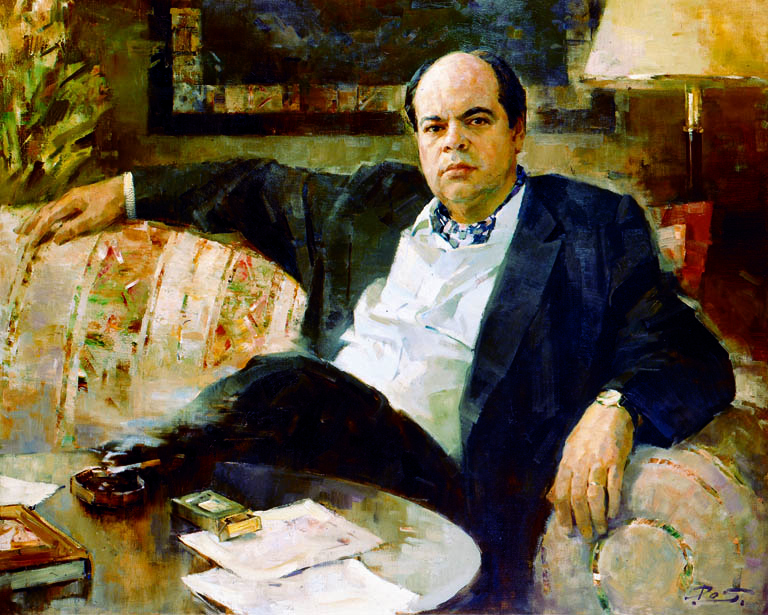
«Портрет Антонио Корби», х.,м., 2000